# Harwich
Harwich är en stad och civil parish i grevskapet Essex i England. Staden ligger i distriktet Tendring i den nordöstra delen av grevskapet, cirka 27 kilometer nordost om Colchester och cirka 16 kilometer sydost om Ipswich. Tätortsdelen (built-up area sub division) Harwich hade 19 738 invånare vid folkräkningen år 2011. Det är en betydande färje- och hamnstad.